# Brodić
Brodić – wieś w Chorwacji, w żupanii kopriwnicko-kriżewczyńskiej, w gminie Ferdinandovac. W 2011 roku liczyła 74 mieszkańców.